# Florentino Gorleri
Florentino Gorleri (Exaltación de la Cruz, Buenos Aires, 17 de octubre de 1873-Formosa, Argentina, 1963) fue un político argentino que desempeñó dos veces el cargo de Intendente de la Villa Formosa

## Biografía
Hijo de italiano, inició su carrera como modesto empleado municipal, elevándose gradualmente a ocupar los más altos puestos administrativos, sea en el orden público o privado.
Su carrera como empleado público está compendiada, desde el empleado municipal hasta la del secretario de gobernación y en el orden privado llegó a administrar las haciendas más importantes afuera y dentro del territorio.
Fue gerente de la Industrial Paraguaya, de bosques y yerbales. Gerente de la casa Domingo Barthe, Agente de la Compañía de navegación Mihanovich. Es de temperamento dinámico y emprendedor, su inversión de capitales en Formosa, le ha sido benéfica.
Se radicó en Formosa en el año 1892, fue autodidacta, allí contrajo matrimonio con doña Ana Dolores Bibolini, el 16 de enero de 1895, de cuyo matrimonio nacieron cuatro hijos: Horacio, Olga, Amalia y Florentino, los tres formoseños, y el último nacido en Posadas (Misiones).